# Schöndorf (Presseck)
Schöndorf ist ein Gemeindeteil des Marktes Presseck im Landkreis Kulmbach (Oberfranken, Bayern). Schöndorf liegt in der Gemarkung Schwand.

## Geografie
Der Weiler liegt auf einem Hochplateau des Frankenwaldes. Nordöstlich des Ortes entspringt der Engersbach, ein rechter Zufluss der Unteren Steinach. Ein Anliegerweg führt nach Presseck (1,1 km nordöstlich). 0,3 km östlich von Schöndorf steht eine Holzkapelle mit einem Wegkreuz, das 1950 aufgestellt wurde.

## Geschichte
Im Urbar des bambergischen Centamts Stadtsteinach von 1502/10 wurde der Ort aufgelistet.
Gegen Ende des 18. Jahrhunderts bestand Schöndorf aus 5 Anwesen (4 Höfe, 1 Hofgütlein). Das Hochgericht übte das bambergische Centamt Stadtsteinach aus. Das Kastenamt Stadtsteinach war Grundherr sämtlicher Anwesen.
Mit dem Gemeindeedikt wurde Schöndorf dem 1808 gebildeten Steuerdistrikt Schwand und der im gleichen Jahr gebildeten Ruralgemeinde Schwand zugewiesen. Am 1. Januar 1974 wurde Schöndorf im Rahmen der Gebietsreform in die Gemeinde Presseck eingegliedert.

### Ehemaliges Kunstdenkmal
- Haus Nr. 1: Eingeschossiges, verputzt massives Wohnstallhaus, Satteldach und Giebel verschiefert; Scheitelstein über Wohnungstür bezeichnet „GW 1822“.[9] Das Haus listete Karl-Ludwig Lippert in dem Buch Landkreis Stadtsteinach von 1964 als Kunstdenkmal auf. Es ist in der Denkmalschutzliste nicht aufgeführt, da es entweder nicht aufgenommen, abgebrochen oder stark verändert wurde.

### Einwohnerentwicklung
| Jahr      | 001818 | 001819 | 001861 | 001871 | 001885 | 001900 | 001925 | 001950 | 001961 | 001970 | 001987 |
| Einwohner |        | 41     | 50     | 61     | 50     | 50     | 50     | 52     | 37     | 20     | 28     |
| Häuser    | 6      |        |        |        | 7      | 6      | 7      | 7      | 7      |        | 7      |
| Quelle    | [ 7 ]  | [ 11 ] | [ 12 ] | [ 13 ] | [ 14 ] | [ 15 ] | [ 16 ] | [ 17 ] | [ 18 ] | [ 19 ] | [ 1 ]  |

## Religion
Schöndorf ist katholisch geprägt. Die Katholiken waren ursprünglich nach St. Bartholomäus (Wartenfels) gepfarrt, seit der zweiten Hälfte des 20. Jahrhunderts sind sie nach St. Petrus Canisius (Presseck) gepfarrt. Die evangelische Minderheit gehört zur Pfarrei Heilige Dreifaltigkeit (Presseck).